# Hevia (Siero)
Hevia es una parroquia del concejo de Siero, en el Principado de Asturias (España). Alberga una población de 943 habitantes (INE 2011) en 371 viviendas. Ocupa una extensión de 14,17 km².
Está situada en la zona sur del concejo. Limita al norte con la parroquia de Noreña, en el concejo homónimo; al noreste, con la parroquia de La Carrera; y al este, con la de Valdesoto. Por el sur, limita con el vecino concejo de Langreo, haciéndolo al sureste con la parroquia de Tuilla; al sur con las de La Felguera y Barros; y al suroeste con la de Riaño. Por el oeste, limita de nuevo con una parroquia dentro del propio concejo de Siero; en este caso, con Santa Marina de Cuclillos.
La iglesia parroquial, puesta bajo la advocación de San Félix, se encuentra en el lugar de La Vallina. También se encuentra en esta parroquia el conocido como Palacio de Hevia o de Heredia, construido en el siglo XVII y reformado posteriormente, que cuenta con capilla anexa.

## Poblaciones
Según el nomenclátor de 2011 la parroquia está formada por las poblaciones de:
- Buenavista (casería): 19 habitantes.
- Caballeros (casería): 31 habitantes.
- Campones, Los (lugar): 357 habitantes.
- Molleo (aldea): 53 habitantes.
- Moñeca, La (aldea): 11 habitantes.
- Orial (lugar): 206 habitantes.
- Pumarín, El (lugar): 131 habitantes.
- Vallina, La (lugar): 135 habitantes.
- Vayos, Los (lugar): deshabitado.